# Karnieszewice
Karnieszewice (deutscher Name: Karnkewitz) ist ein Dorf in Hinterpommern, heute in der polnischen Woiwodschaft Westpommern gelegen. Es gehört zur Stadt- und Landgemeinde Sianów (Zanow) im Kreis Koszalin (Köslin).

## Geographische Lage
Das Bauerndorf Karnieszewice liegt einen Kilometer nördlich der Landesstraße 6 (Europastraße 28) Stettin – Köslin – Danzig (bis 1945: Reichsstraße 2) an einer Verbindungsstraße, die über Wierciszewo (Wandhagen) und Bielkowo (Beelkow) nach Darłowo (Rügenwalde) führt. Bis 1945 war es die zweitgrößte, ausdehnungsmäßig die weiträumigste Gemarkung im Landkreis Schlawe i. Pom., der hier an die Grenze des Kreises Köslin stieß: in Nord-Süd-Richtung beträgt die Ausdehnung etwa 12 Kilometer.
Im Norden durchzieht die Bahnstrecke Stargard in Pommern – Danzig das Gemeindegebiet, die nächste Bahnstation ist Skibno (Schübben-Zanow); im Süden durchschneidet die Nebenstraße von Sianów (Zanow) nach Polanów (Pollnow) das Revier. Das ganze Gemeindegelände wird durch die Polnica (Pöllnitzbach), der im Seengebiet bei Sowinko (Neu Zowen) entspringt, in den Jezioro Jamno (Jamunder See) entwässert.
Nachbargemeinden von Karnieszewice sind: im Westen Skibno (Schübben), im Norden Wierciszewo (Wandhagen) und Wiekowice (Wieck), im Osten Dąbrowa (Damerow), Sieciemin (Zitzmin) und Ratajki (Ratteick), sowie im Süden Szczeglino (Steglin) und Węgorzewo Koszalińskie (Vangerow).
Den Hauptteil der Gemarkung nehmen zwei große Forstreviere ein, die die landwirtschaftliche Nutzfläche des Dorfes im Norden und Süden „einrahmen“.

## Ortsname
Die Herkunft des Namens ist nicht bekannt. Früher gab es die Namensform Carnesiewitz und die niederdeutsche Benennung Karnwitz.

## Geschichte
Im Jahre 1267 erhält das Kloster Buckow das Dorf Karnkewitz zusammen mit Böbbelin (heute polnisch: Bobolin), Göritz (Gorzyca) und Preetz (Porzecze). Acht Jahre später bestätigen Fürst Wizlaw II. von Rügen und Herzog Mestwin II. von Pommerellen in gleichlautenden Urkunden dem Kloster diesen Besitz mit weiteren Dörfern. Doch handelte es sich hier wohl nicht um das ganze Dorf Karnkewitz, denn 1372 verkauft Albertus Szlecze (aus einer Adelsfamilie, zu der auch der 1271 als herzoglicher Vogt auf dem Schloss Alt Schlawe (Sławsko) genannte Detlef von Schlezen gehört) das Dorf an das Kloster für 200 Mark Münzen.
Nach der Auflösung des Klosters Buckow zur Reformationszeit 1535 kam das Abteidorf Karnkewitz zum Rügenwalder Amt.
Um 1780 hat Karnkewitz: 10 Bauern, 1 Schulze, 1 Küster, 1 Büdner, 1 Unterförster, 1 Schulzenkaten, 1 Hirtenkaten und insgesamt 16 Feuerstellen. Damals lag es an einem „mittelmäßigen“ See.
In der Nacht vom 7. auf den 8. Mai 1801 legte ein großes Feuer Kirche, Küsterei, Försterei und sämtliche Bauernhöfe, mit Ausnahme zweier Kolonistenhöfe am See, nieder. Es handelte sich um Brandstiftung durch einen 57-jährigen Mann aus Rußhagen (Rusko), der daraufhin zum Feuertode verurteilt wurde. Dieses Urteil wurde am 2. Juli 1802 vollstreckt und soll die letzte Verbrennung in Pommern gewesen sein. Noch lange Zeit sprach man vom Brandpfahl bei Karnkewitz.
Im Jahre 1818 lebten 211 Einwohner im Dorf. Bis 1871 stieg diese Zahl auf 476, und im Jahre 1939 notierte man – fast gleichbleibend – 479 Bewohner.
Bis 1945 waren dem Dorf mehrere Wohnplätze und Siedlungen angegliedert: Achteklitz, Grünebaum (polnisch: Grace), Hundsberg, Forsthaus Neu Zitzmin (vormals Forsthaus Zwölfhufen, polnisch: Siecieminek), Papierfabrik oder Hammerdorf, Seehof (Plonka, nicht mehr existent), Forsthaus Steinbrink und Gut Zwölfhufen (Przytok). Die letzten Gemeindebürgermeister von Karnkewitz waren Johannes Wetzel (1923–1935) und Fritz Manske (1935–1945).
Nach dem Einmarsch russischer Truppen am 3. März 1945 vollzog sich die Vertreibung der deutschen Bewohner unter den gleichen menschenverachtenden Begleitumständen wie überall. Infolge des Krieges kam Karnkewitz unter polnische Verwaltung und hieß ab dann Karnieszewice. Es gehört heute zur Gmina Sianów im Powiat Koszaliński der Woiwodschaft Westpommern (bis 1998 Woiwodschaft Köslin). Heute hat der Ort 300 Einwohner.

## Amt/Standesamt
Bis 1945 bildete Karnkewitz einen eigenen Amtsbezirk im Landkreis Schlawe i. Pom. im Regierungsbezirk Köslin der preußischen Provinz Pommern.
Standesamtlich war Karnkewitz mit den Dörfern Schübben (Skibno) und Kluß (Kłos) in die Stadt Zanow (Sianów) eingebunden. Die standesamtlichen Unterlagen weisen vor 1945 erhebliche Lücken auf und befinden sich im Standesamt I in Berlin bzw. im Staatsarchiv in Koszalin (Köslin).

## Kirche

### Kirchengemeinde
Die Einwohner von Karnkewitz waren vor 1945 fast nur evangelischer Konfession. Das Dorf war seit 1580 in das Kirchspiel Abtshagen (heute polnisch: Dobiesław) eingegliedert und bildete nach der Errichtung einer eigenen Dorfkirche eine selbständige Kirchspiel-Filialgemeinde, zu der im Jahre 1939 immerhin 500 Gemeindeglieder gehörten. Das Kirchspiel Abtshagen gehörte zum Kirchenkreis Rügenwalde in der Kirchenprovinz Pommern der Kirche der Altpreußischen Union. Der letzte deutsche Geistliche in Abtshagen war Pfarrer Friedrich Jahn. Die noch vorhandenen Kirchenbücher von Karnkewitz aus der Zeit vor 1945 liegen im Staatsarchiv Koszalin (Köslin).
Heute gehört die Einwohnerschaft von Karnieszewice fast ausnahmslos zur Katholischen Kirche in Polen. Pfarrsitz ist jetzt Sieciemin (Zitzmin). Die Pfarrei Sieciemin gehört zum Dekanat Sławno (Schlawe) im Bistum Koszalin-Kołobrzeg (Köslin-Kolberg) und zählt etwa 1600 Gemeindeglieder. Die hier noch lebenden evangelischen Kirchenglieder werden vom Pfarramt Koszalin in der Diözese Pommern-Großpolen der Evangelisch-Augsburgischen (d. h. lutherischen) Kirche in Polen betreut.

### Dorfkirche
Karnkewitz hatte ein eigenes Gotteshaus, das der Mutterkirche in Abtshagen zugeordnet war. Es handelte sich um ein einfaches Fachwerkgebäude mit hölzernem Glockenturm auf dem Dach, erbaut im Jahre 1803 von Martin Karsten, wie es die Inschrift an der Orgelempore besagte. Die Vorgängerkirche war 1801 mit den meisten Häusern im Dorf aufgrund von Brandstiftung abgebrannt.

## Schule
Bereits um 1780 gibt es in Kanrkewitz eine Schule. Sie entwickelte sich zu einer zweiklassigen Bildungseinrichtung mit zwei Lehrkräften. Die letzten deutschen Lehrer vor 1945 waren Otto Kruckow (bis 1924), Hans Tappendorf (1924–1931) und Kurt Küster mit Otto Beilfuss (nach 1931).

## Sehenswürdigkeiten
- Nadleśnictwo Karnieszewice/Arboretum Leśne (4,79 ha)